# Polystichum montevidense
Polystichum montevidense är en träjonväxtart som först beskrevs av Kurt Sprengel, och fick sitt nu gällande namn av Eduard Rosenstock. Polystichum montevidense ingår i släktet Polystichum och familjen Dryopteridaceae. Utöver nominatformen finns också underarten P. m. squamulosa.